# Saint-Lubin-de-la-Haye
Saint-Lubin-de-la-Haye é uma comuna francesa na região administrativa do Centro, no departamento Eure-et-Loir. Estende-se por uma área de 14,32 km². Em 2010 a comuna tinha 975 habitantes (densidade: 68,1 hab./km²).